# استراتيجيات تعليم التفكير
استراتيجيات تعليم التفكير تنتمي هذه الاستراتيجية إلى ما يطلق عليه بـ استراتيجيات المساعدة الذاتية مثل التخطيط الذاتي والتنظيم الذاتي والتأمل الذاتي، تقدم هذه الاستراتيجية في ثلاث مراحل وكل مرحلة تتضمن عددًا من الأسئلة يتناسب مع طبيعة الهدف منها.

## إستراتيجية التدريس التبادلي
يشير هذا المُصطلح إلى أن التدريس التبادلي نشاط تعليمي أو تدريسي يحدث في صورة حوار بين المعلم والطلاب يتعلق بموضوع الدرس، وتعتمد إستراتيجية التدريس التبادلي على التعلم التعاوني لتحسين مستوى الفهم للطلاب، ويمكن أيضاً استخدام هذه الاستراتيجية في التدريس الفردي الإرشادي الموجه.

### هدف التدريس التبادلي
يذكرأن إستراتيجية التفكير التبادلي تهدف إلى تنمية مهارات التفكير والفهم القرائي والتعاون بالإضافة إلى تحقيق الأهداف المعرفية كالتحصيل وزيادة الانتباه لدى الطلاب ودعم الثقة بالنفس.

### إجراءات إستراتيجية التدريس التبادلي
يأخذ التدريس التبادلي شكل استراتيجيـات يوظفها المعلم في شكلٍ متتالٍ تسلم كل منها للأخرى، ويحددها نقلاً عن (Palinscar and Brown, 1985) في ست استراتيجيات هي: التلخيص، توليد وإثارة الأسئلة، الشرح، التنبؤ، توليد فرضيات، والنقاش الذاتي.

## مواضيع متعلقة
- تعليم التفكير